# طواف أوقيانوسيا للدراجات 2011-12
طواف أوقيانوسيا للدراجات 2011-12 (بالإنجليزية: 2011–12 UCI Oceania Tour)‏ هو الموسم 8 من  طواف أوقيانوسيا للدراجات ‏، بدأ في 12 أكتوبر 2011 وأنتهى في 18 مارس 2012.

## السباقات
| طواف أوقيانوسيا للدراجات | طواف أوقيانوسيا للدراجات | طواف أوقيانوسيا للدراجات | طواف أوقيانوسيا للدراجات | طواف أوقيانوسيا للدراجات | طواف أوقيانوسيا للدراجات | طواف أوقيانوسيا للدراجات | طواف أوقيانوسيا للدراجات |
| التاريخ                  | #                        | السباق                   | الفائز                   | الثاني                   | الثالث                   |                          |                          |
| ------------------------ | ------------------------ | ------------------------ | ------------------------ | ------------------------ | ------------------------ | ------------------------ | ------------------------ |
| 26 – 30 يناير 2011       | 2                        | طواف نيوزيلندا الكلاسيكي | جورج بينيت               | باتريك لان               | جيمس ويليامسون           |                          |                          |
| 12 – 16 أكتوبر 2011      | 1                        | طواف هيرالد صن           | ناثان هاس                | جاك بوبريدج              | Jonas Aaen Jørgensen ‏    |                          |                          |

## وصلات خارجية
- الموقع الرسمي